# テクノさかき駅
テクノさかき駅（テクノさかきえき）は、長野県埴科郡坂城町大字南条にあるしなの鉄道しなの鉄道線の駅である。
この駅はしなの鉄道で唯一、駅名に「カタカナ」と「ひらがな」を用いている。 「テクノ」の部分のローマ字表記は、英語由来のTechnoではなく「Tekuno」が正式表記となっている（モレラ岐阜駅と同様）。

## 歴史

### 年表
- 1998年（平成10年）7月2日：新駅建設起工式[2]。
- 1999年（平成11年）4月1日：しなの鉄道移管後、初の新駅として開設[1]。
- 2022年（令和4年）4月1日：無人駅化[3][4]。
- 2026年（令和8年）春季：交通系ICカード「Suica」利用サービス開始（予定）[5]。

### 駅名の由来
隣接する、さかきテクノセンターから取られている。

## 駅構造
6両編成に対応した相対式ホーム2面2線を有する地上駅。ホーム間は坂城駅寄りの跨線橋で連絡する。無人駅。

### のりば
| 番線 | 路線          | 方向 | 行先       |
| ---- | ------------- | ---- | ---------- |
| 1    | ■しなの鉄道線 | 下り | 長野方面   |
| 2    | ■しなの鉄道線 | 上り | 軽井沢方面 |

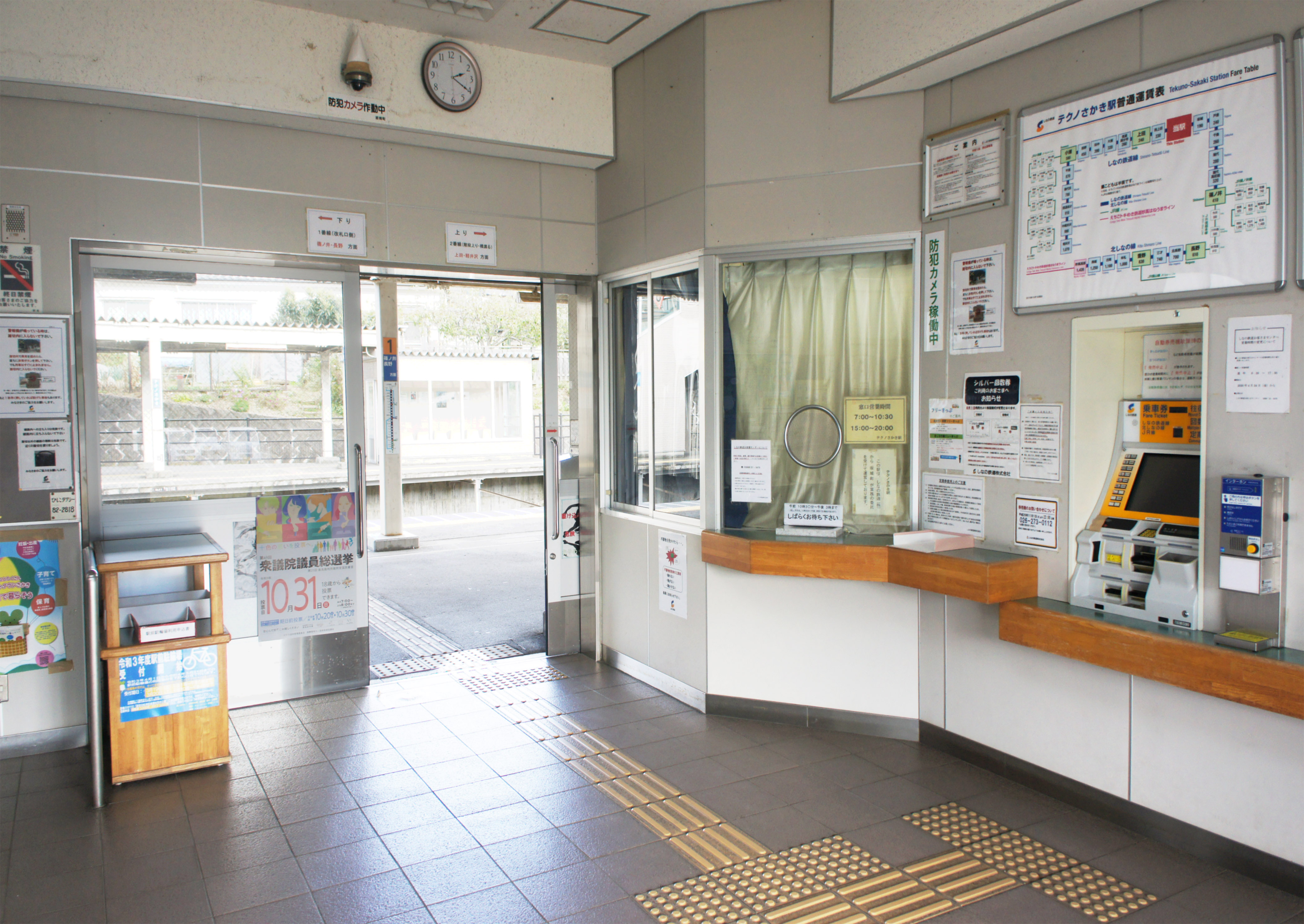
改札口（2021年10月）
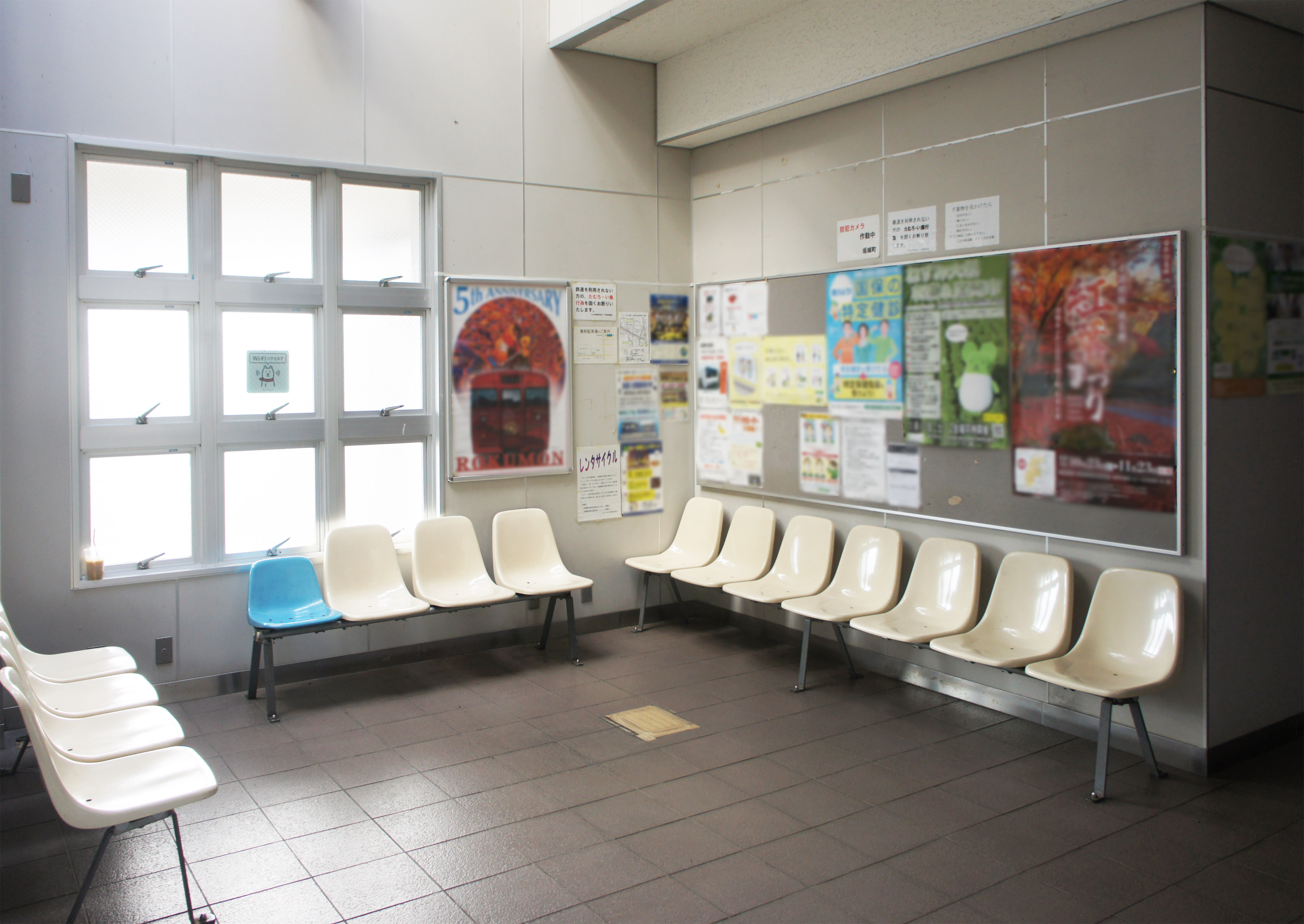
待合室（2021年10月）
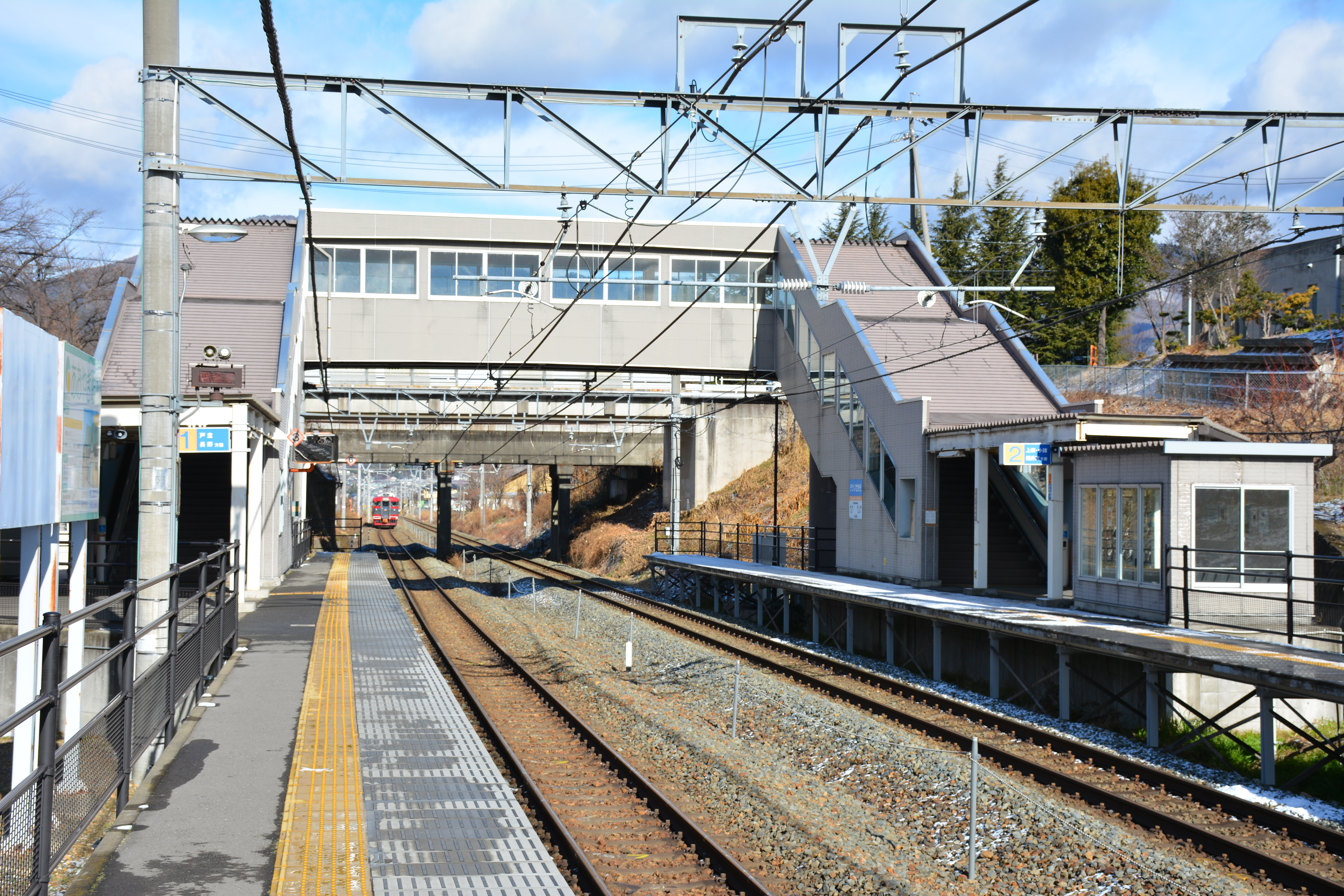
ホーム（2018年12月）

## 利用状況
「坂城町統計書」によると、2021年度（令和3年度）の1日平均乗車人員は381人である。
2001年度（平成23年度）以降の推移は以下の通り。
| 乗車人員推移       | 乗車人員推移     | 乗車人員推移 |
| 年度               | 1日平均 乗車人員 | 出典         |
| ------------------ | ---------------- | ------------ |
| 2001年（平成13年） | 491              | [ 坂城 2 ]   |
| 2002年（平成14年） | 489              | [ 坂城 2 ]   |
| 2003年（平成15年） | 496              | [ 坂城 2 ]   |
| 2004年（平成16年） | 484              | [ 坂城 2 ]   |
| 2005年（平成17年） | 497              | [ 坂城 2 ]   |
| 2006年（平成18年） | 499              | [ 坂城 2 ]   |
| 2007年（平成19年） | 499              | [ 坂城 2 ]   |
| 2008年（平成20年） | 509              | [ 坂城 2 ]   |
| 2009年（平成21年） | 487              | [ 坂城 2 ]   |
| 2010年（平成22年） | 480              | [ 坂城 1 ]   |
| 2011年（平成23年） | 470              | [ 坂城 1 ]   |
| 2012年（平成24年） | 446              | [ 坂城 1 ]   |
| 2013年（平成25年） | 452              | [ 坂城 1 ]   |
| 2014年（平成26年） | 439              | [ 坂城 1 ]   |
| 2015年（平成27年） | 450              | [ 坂城 1 ]   |
| 2016年（平成28年） | 464              | [ 坂城 1 ]   |
| 2017年（平成29年） | 455              | [ 坂城 1 ]   |
| 2018年（平成30年） | 469              | [ 坂城 1 ]   |
| 2019年（令和元年） | 455              | [ 坂城 1 ]   |
| 2020年（令和02年） | 340              | [ 坂城 1 ]   |
| 2021年（令和03年） | 381              | [ 坂城 1 ]   |

## 駅周辺

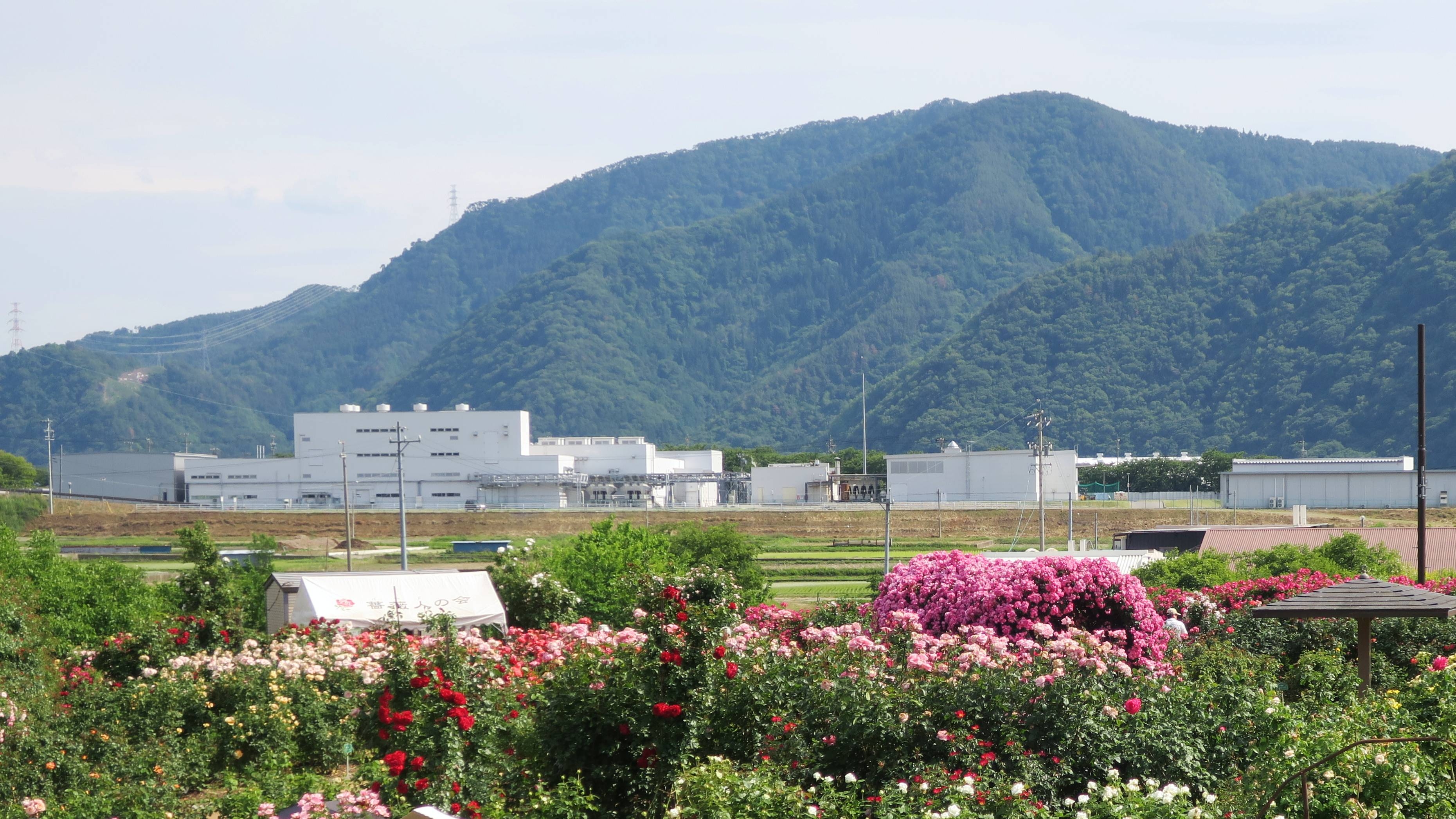
さかき千曲川バラ公園よりテクノさかき工業団地を望む（ミヤリサン製薬坂城工場）

- 金井中之条工業団地
  - 日精樹脂工業
- 坂城テクノセンター[1]
- 坂城勤労者総合福祉センター
- さかき千曲川バラ公園[1]（徒歩約15分）
- 坂城町立南条小学校
- 国道18号[1]
- 千曲川

## バス路線
- 坂城町循環バス
  - 北まわりコース：鼠橋運動公園マレットゴルフ場・びんぐし湯さん館・坂城駅方面
  - 南まわりコース：夢の湯前・坂城高校前・北日名公民館方面

## 隣の駅
しなの鉄道
■しなの鉄道線
□快速
通過
■普通
西上田駅 - テクノさかき駅 - 坂城駅

### 記事本文
1. 1 2 3 4 5 6 7 8 9 10 11 12  信濃毎日新聞社出版部『長野県鉄道全駅 増補改訂版』信濃毎日新聞社、2011年7月24日、250頁。ISBN 9784784071647。
2. ↑  “しなの鉄道初の新駅が起工式 テクノさかき来年4月開設”. 交通新聞 (交通新聞社):  p. 1. (1998年7月7日)
3. ↑  “しなの鉄道、乗り継ぎ割引を廃止 減便や無人駅拡大も 22年春から順次 経営改善策”. 信濃毎日新聞. (2021年11月27日) 2021年12月6日閲覧。
4. 1 2  “駅無人化の実施について”.   しなの鉄道株式会社. 2022年2月24日時点のオリジナルよりアーカイブ。2022年2月26日閲覧。
5. ↑  “しなの鉄道全線への「Suica」導入について”.   しなの鉄道. 2025年2月27日閲覧。
6. 1 2  “しなの鉄道:駅構内マップ”. しなの鉄道. 2025年5月6日閲覧。

### 利用状況
坂城町統計書
1. 1 2  “9-10．テクノさかき駅乗車人員の推移” (xls). 坂城町統計書（令和4年度）.   坂城町. 2023年11月13日時点のオリジナルよりアーカイブ。2023年11月14日閲覧。
2. ↑  “9-11．テクノさかき駅乗車人員の推移” (xls). 坂城町統計書（平成22年度版）.   坂城町. 2023年11月13日時点のオリジナルよりアーカイブ。2023年11月14日閲覧。